# Ėngel'sskij rajon
L'Ėngel'sskij rajon (in russo Энгельсский район?) è un rajon dell'Oblast' di Saratov, nella Russia europea; il suo capoluogo è Ėngel's.